# Air Guyane Express

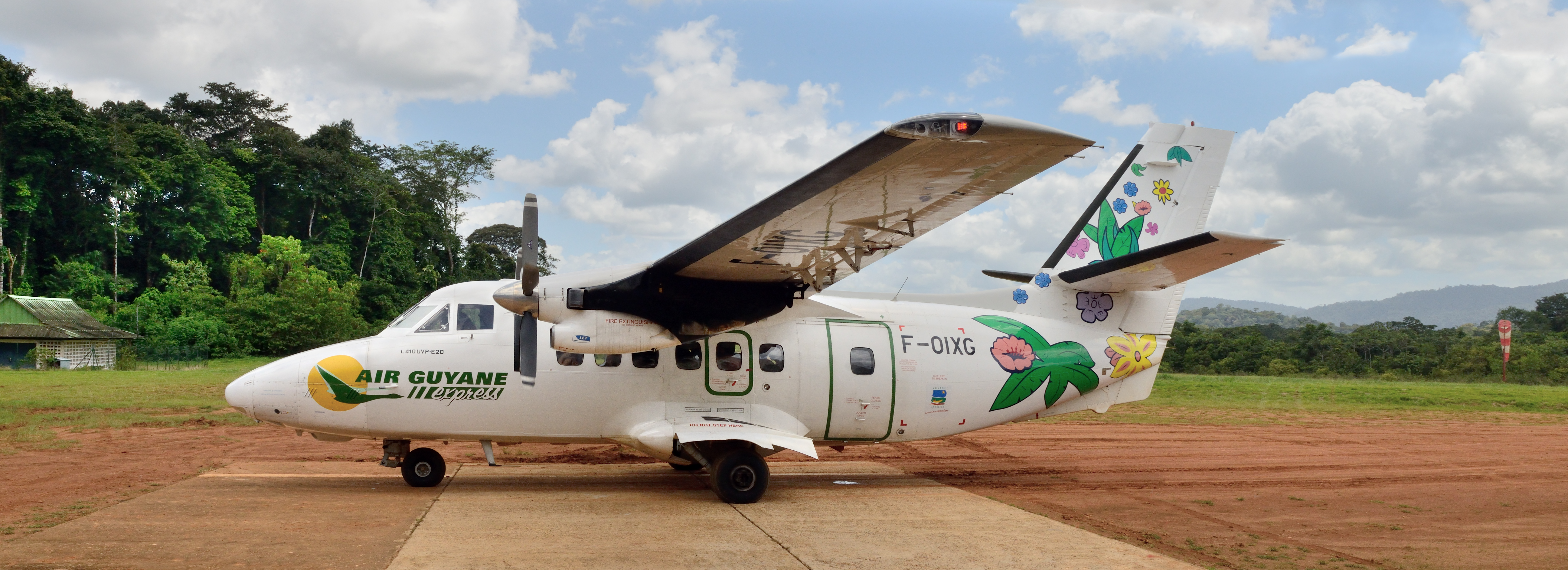
Un avion L 410 UVP-E20 de la compagnie Air Guyane à l'aérodrome de Saül en Guyane en avril 2013.

Guyane Fly a succédé à Air Guyane, marque déposée de la compagnie aérienne française Compagnie aérienne interrégionale express (CAIRE) créée en 2002 et liquidée en 2023. Elle est basée à l'Aéroport de Cayenne Félix-Éboué, en Guyane française.

## Histoire
Air Guyane est créée en 2002.
A compter du 26 octobre 2012, la compagnie CAIRE (Air Guyane Express et Air Antilles, utilisant le même code AITA (3S) est en partage de code avec Air France afin de proposer une liaison entre Cayenne et les Antilles. CAIRE achète plusieurs sièges à bord des deux Airbus A320 d'Air France placés aux Antilles lors de ces rotations.
CAIRE (Compagnie aérienne inter régionale express) est cotée en bourse sur Euronext : FR0010781377.
La compagnie utilise actuellement le système Aeropack, développé par Travel Technology Interactive[réf. nécessaire].
En juillet 2023, les pilotes d'Air Guyane et ceux d'Air Antilles font grève pour protester contre leurs conditions de travail et les salaires. Par conséquent, un pont aérien est mis en place par hélicoptère pour approvisionner certaines communes comme Saül et Maripasoula.
Fin septembre 2023, le tribunal de commerce de Pointe-à-Pitre annonce son accord pour la reprise d'Air Antilles mais entérine dans le même temps la liquidation de la compagnie Air Guyane.
En novembre 2023, un trio d'opérateurs (Guyane Fly, Van Air et Jet Airways) est choisi par la collectivité territoriale pour reprendre les liaisons internes d'Air Guyane, dans le but de continuer à assurer un service public au sein d'un territoire isolé. Une quarantaine de salariés d'Air Guyane conservent ainsi leur emploi.
En mars 2025 débute le procès d'Eric Koury, fondateur et ancien dirigeant d'Air Guyane et Air Antilles soupçonné d'avoir détourné frauduleusement les aides gouvernementales du Covid. Il doit répondre aux chefs d'accusation d'escroquerie et travail dissimulé. Le verdict est délivré le 20 mai 2025 alors que le parquet requiert deux ans de prison à son encontre' : il est finalement condamné à 18 mois de prison avec sursis, à payer une amende de 100 000 euros et il est interdit de diriger une activité professionnelle en lien avec le secteur où il a été condamné. Il fait appel de la décision. 
En mai 2025, des salariés se mettent en grève et dénoncent des conditions de travail délétères (heures supplémentaires non payées, changements récurrents de planning ou heures effectuées en sous-effectif, baisses de salaire).
En juin 2025, la compagnie obtient un nouveau contrat pour effectuer des vols vers l'intérieur dans le cadre d'une obligation de service public à destination de localités isolées.

## Chiffres
En 2006, Air Guyane effectue des vols régionaux et transporte 197 395 passagers.
Entre 2002 et 2015, Air Guyane fait augmenter le nombre de voyageurs dans le trafic intérieur, passant de 25 000 à 52 000 en une dizaine d'années.

## Destinations
- Cayenne (Aéroport de Cayenne Félix-Éboué)
- Saint-Laurent-du-Maroni
- Maripasoula
- Grand-Santi
- Camopi
- Saül

Elle dispose de 4 avions :
- 4 LET 410 UVP-E20